# Island i olympiska vinterspelen 1980
Island deltog med sex deltagare vid de olympiska vinterspelen 1980 i Lake Placid: utförsåkarna Björn Olgeirsson, Sigurður Jónsson och Steinunn Sæmundsdóttir, samt längdskidåkarna Ingólfur Jónsson, Þröstur Jóhannesson och Haukur Sigurðsson. Ingen av landets deltagare erövrade någon medalj.